# Джаспер (округ, Миссисипи)
Округ Джаспер (англ. Jasper County) — округ штата Миссисипи, США. Население округа на 2000 год составляло 18 149 человек. В округе 2 административных центра — города Бей-Спрингс и Полдинг.

## История
Округ Джаспер основан в 1833 году. Назван в честь сержанта Уильяма Джаспера, героя войны за независимость

## География
Округ занимает площадь 1750.8 км2.

## Демография
Согласно переписи населения 2000 года, в округе Джаспер проживало 18149 человек (данные Бюро переписи населения США). Плотность населения составляла 10.4 человек на квадратный километр.